# 张治公
张治公（1881年—1951年）河南伊川人。中华民国军事将领。

## 生平
清朝光绪末年，杨山地方武装首领孙琯（行大）、马超运（行二）、张屏（行三）、孙炳（行四）、陶福荣（行五）、王天纵（行六）、张治公（行七）、柴云升（行八）、关金钟（行九）、憨玉琨（行十）等结为杨山十兄弟。
1911年，张治公随王天纵起义，投向革命党方面。后来，张治公历任陕西陆军第二师师长、直军第七路司令、十四省讨贼联军第一路总司令。1924年7月8日，获授将军府介威将军。
1926年初，吴佩孚任命张治公为陕潼护军使，张治公率所部自白河经南阳夺取洛阳。1927年5月，国民革命军第二集团军总司令冯玉祥率部自陕西出潼关参加北伐。张治公不愿同冯玉祥部合作，遂在洛阳以西遭冯玉祥部击溃。武庭麟率残部退至家乡王庄村（今属伊川县）。
后来，张治公曾任国民党临禹区剿匪司令、国民革命军第二十九军军长、军事参议院参议。1930年中原大战时，赵老么、王殿阁、范龙章等人投归张钫部下。此时，张治公已随宋哲元失败而潜回洛阳闲居。
1941年，日军占领洛阳时，张治公奉日军之命曾任“自由县” （现已并入伊川县）县长。
1951年，张治公在河南偃師遭人民政府处决。